# 635. pehotni polk (Wehrmacht)
Za druge 635. polke glejte 635. polk.
635. pehotni polk (izvirno nemško Infanterie-Regiment 635) je bil eden izmed pehotnih polkov v sestavi redne nemške kopenske vojske med drugo svetovno vojno.

## Zgodovina
Polk je bil ustanovljen 9. septembra 1941 za potrebe Armadne skupine Sredina iz enot RADa; polk je bil del 390. pehotne divizije.
15. oktobra 1942 je bil polk preimenovan v 635. grenadirski polk.